# Izmirski zaljev
Izmirski zaljev (tur. İzmir Körfezi), prije poznat kao Smirnski zaljev, je zaljev u Egejskom moru,  između poluotoka Karaburun i kopnenog područja Foçe. Dug je 64 km, a širok 32 km, s odličnim sidrištem. Grad İzmir, važan lučki grad Turske, okružuje dno zaljeva.

## Geografija
Sjeverna granica Izmirskog zaljeva definirana je kao linija, duga 13 nautičkih milja, koja spaja rt Kanlıkaya poluotoka Karaburun i rt Aslan. Površina zaljeva je 9604km2, a duljna obale 464 km.
Otok Uzunada, u Izmirskom zaljevu, četvrti je po veličini turski otok. Ostali otoci u zaljevu uključuju Hekim, otočje Foça (Orak, Fener Ada, Incir Ada, Metalik Ada), otočje Çiçek (Yassıca, Pırnarlı, İncirli, Akça), Karantina, Yılan i Büyük Ada.
Sedamnaest rijeka ulijeva se u zaljev, od kojih su najznačajnije Gediz i Meles. Delta Gediz, koja je Ramsarsko područje, nalazi se na sjeveroistoku zaljeva.
Marina Levent je jedina marina koja se nalazi u zaljevu.
Izmirski zaljev nastao je tijekom geološkog razdoblja kvartara. Glavna os zaljeva u smjeru istok-zapad nastala je kao rezultat lomljenja rasjeda.

## Flora i fauna
Sjeveroistočna obala zaljeva stanište je sredozemne medvjedice. "İzmirski pričji raj" na sjeveru zaljeva i Laguna Çakalburnu na jugu mjesto su razmnožavanja ptica.

## Povijest
Poznato je da su prva naselja oko zaljeva nastala u mlađem kamenom dobu. Najpoznatije naselje je Smirna, koja je osnovana oko današnjeg Bayraklıa 3300. godine pr. Kr.. Timur, koji je došao u İzmir nakon bitke kod Ankare, zauzeo je dvorac İzmir Port i njegovu okolicu u prosincu 1402. i naredio uništenje dvorca. Tijekom Prvog svjetskog rata vodile su se pomorske bitke između dvorca Sancakburnu i Urle u ožujku 1915. i oko Uzunade u svibnju 1916.

## Gospodarstvo
Luka İzmir teretna je i putnička luka smještena istočno od zaljeva. Sedma je najveća luka u Turskoj po volumenu kontejnera i trinaesta po tonaži tereta.
U zaljevu postoji devet aktivnih pristaništa za putničke trajekte. Projekt İZKARAY, koji predviđa spajanje dviju strana zaljeva mostom, umjetnim otokom i tunelom, omogućit će cestovnu i željezničku vezu između okruga Balçova i Çiğli.

## Brodolomi
Postoji pet poznatih brodoloma u Izmirskom zaljevu. Na dubini od 16,4 metara od dvorca Sancakburnu nalaze se olupine dvaju brodova, od kojih je jedan dugačak 118 metara, a drugi 86 metara, koji su se sudarili jedan s drugim 1957. godine. Kod Güzelbahçea na dubini od 42 metra nalazi se još jedna olupina broda, koja je otkrivena početkom 2017., za koju se smatra da je riječ o 78 metara dugom teretnom brodu koji je potonuo u kasnim 1800-ima.
Također se navodi da je tijekom Prvog svjetskog rata u zaljevu potopljen jedan do četiri broda.
Deseci brodoloma iz dvorca Sancakburnu izvađeni su iz mora 1967. i sljedećih godina.

## Onečišćenje
U razdoblju kada je oko zaljeva živjelo 200.000 ljudi, ispuštanje otpadnih voda u zaljev nije stvaralo očite probleme. Međutim, s populacijom većom od 500.000 i industrijalizacijom, otpad koji je premašio kapacitet zaljeva da se obnovi počeo se ispuštati u zaljev. U tom je razdoblju zagađenje postalo primjetnije i ljudi se više nisu mogli kupati u zaljevu. Sa populacijom koja je 1990-ih premašila 1,7 milijuna, razina zagađenja je znatno porasla, a tragovi teških metala pronađeni su u ribama. Godine 1992. İZSU je počeo graditi sustav za pročišćavanje i kanalizaciju, nazvan Projekt Grand Canal. Pokrenut u listopadu 2002., sustav je spriječio ispuštanje otpadnih voda u zaljev. Do 2010-ih uočeno je da je zagađenje u zaljevu uklonjeno i da se život u moru vratio u normalu. Uz Projekt oceanografskog praćenja Izmirskog zaljeva koji provodi İZSU od 2000. godine, prati se čišćenje zaljeva.

## Slobodno vrijeme
Jedriličarski klubovi u zaljevu su Karşıyaka SK i Göztepe SK, u unutarnjem dijelu zaljeva. Utrke jahti, jedrilica, kanua, veslanje i dragon boat održavaju se u zaljevu na Festivalu Izmirskog zaljeva, koji se organizira svake godine od 2017. U zaljevu se nalaze Muzej mora İnciraltı i Muzejski i edukacijski brod Zübeyde Hanım. Postoji devet plaža s Plavom zastavom oko zaljeva (četiri u Foçi, tri u Karaburunu, jedna u Güzelbahçeu i jedna u Urli). Zabranjeno je ronjenje na dvanaest točaka u zaljevu radi zaštite kulturne i prirodne baštine.

## Vanjske poveznice
|  | Zajednički poslužitelj ima još gradiva o temi Izmirski zaljev |